# Berbería

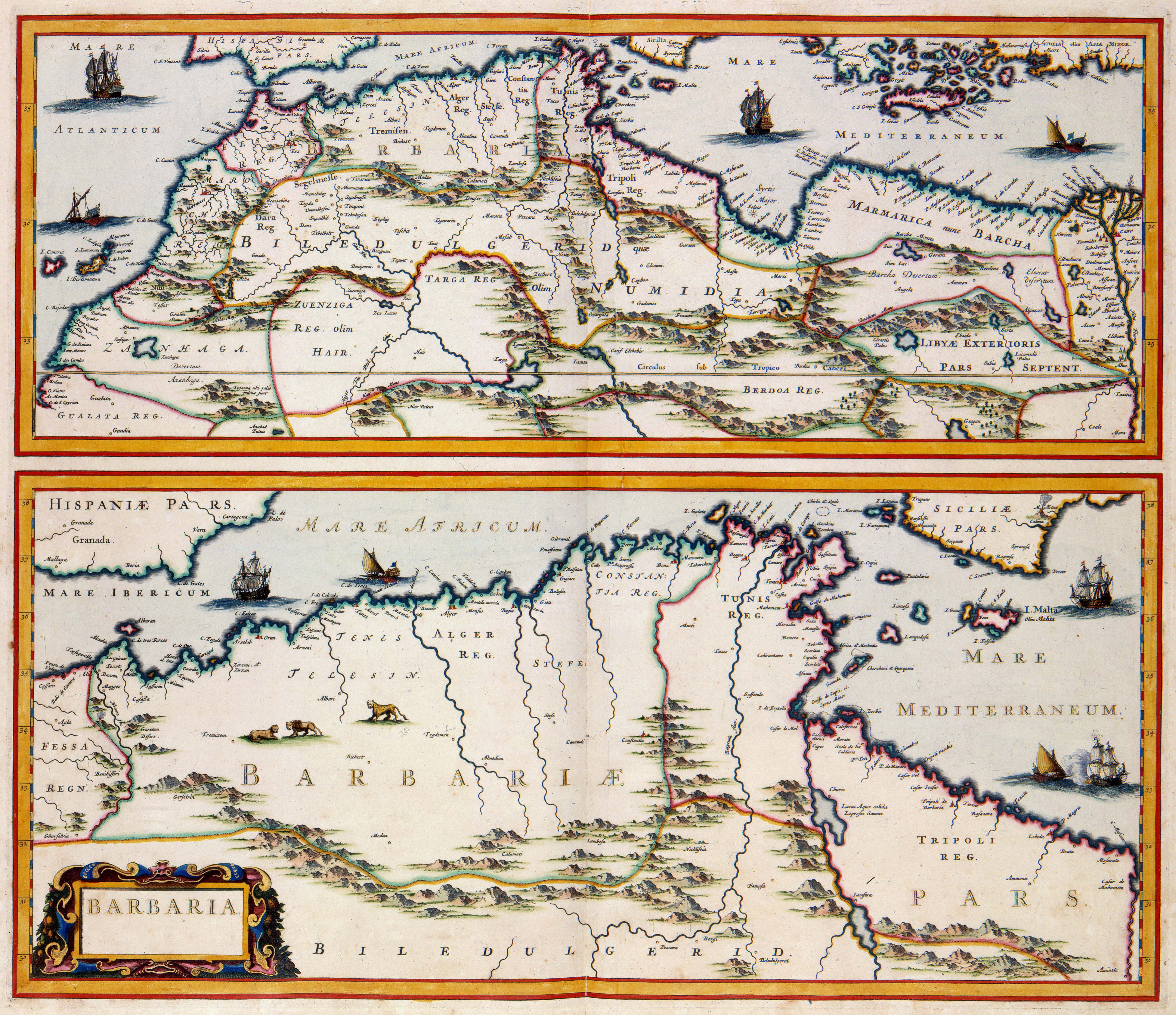
Mapa del, del cartógrafo neerlandés Jan Janssonius, que muestra la costa de Berbería como «Barbaria»

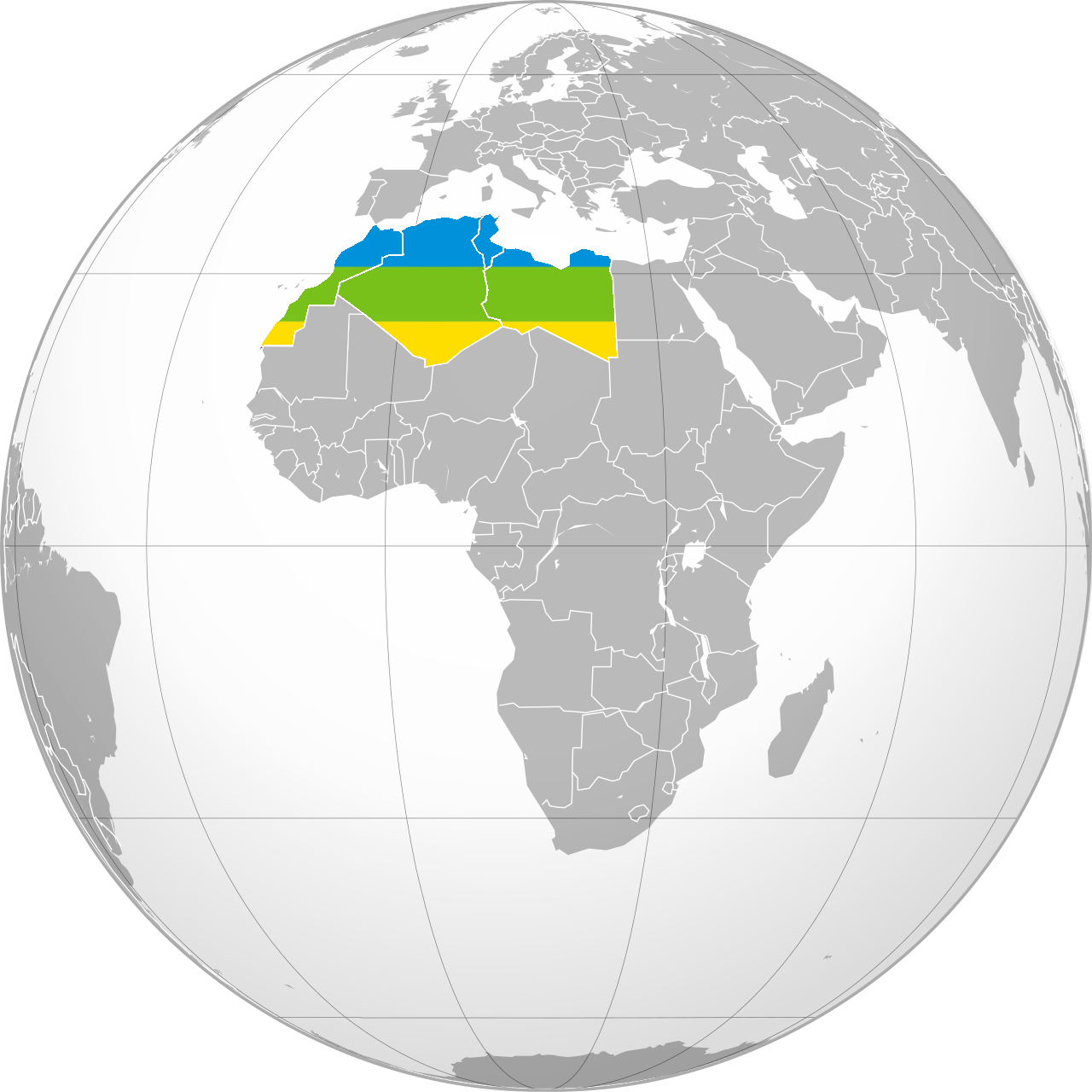
Región de la Berbería

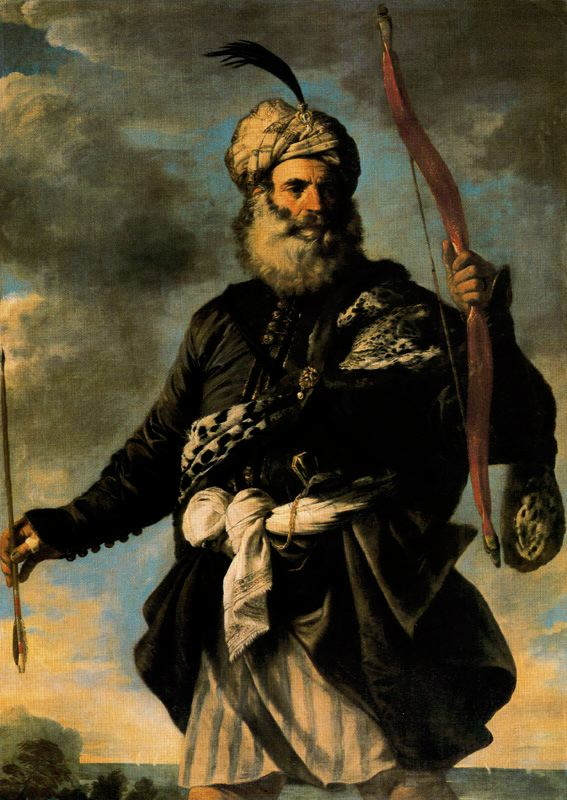
Pirata berberisco (cuadro de Pier Francesco Mola, 1612-1666)

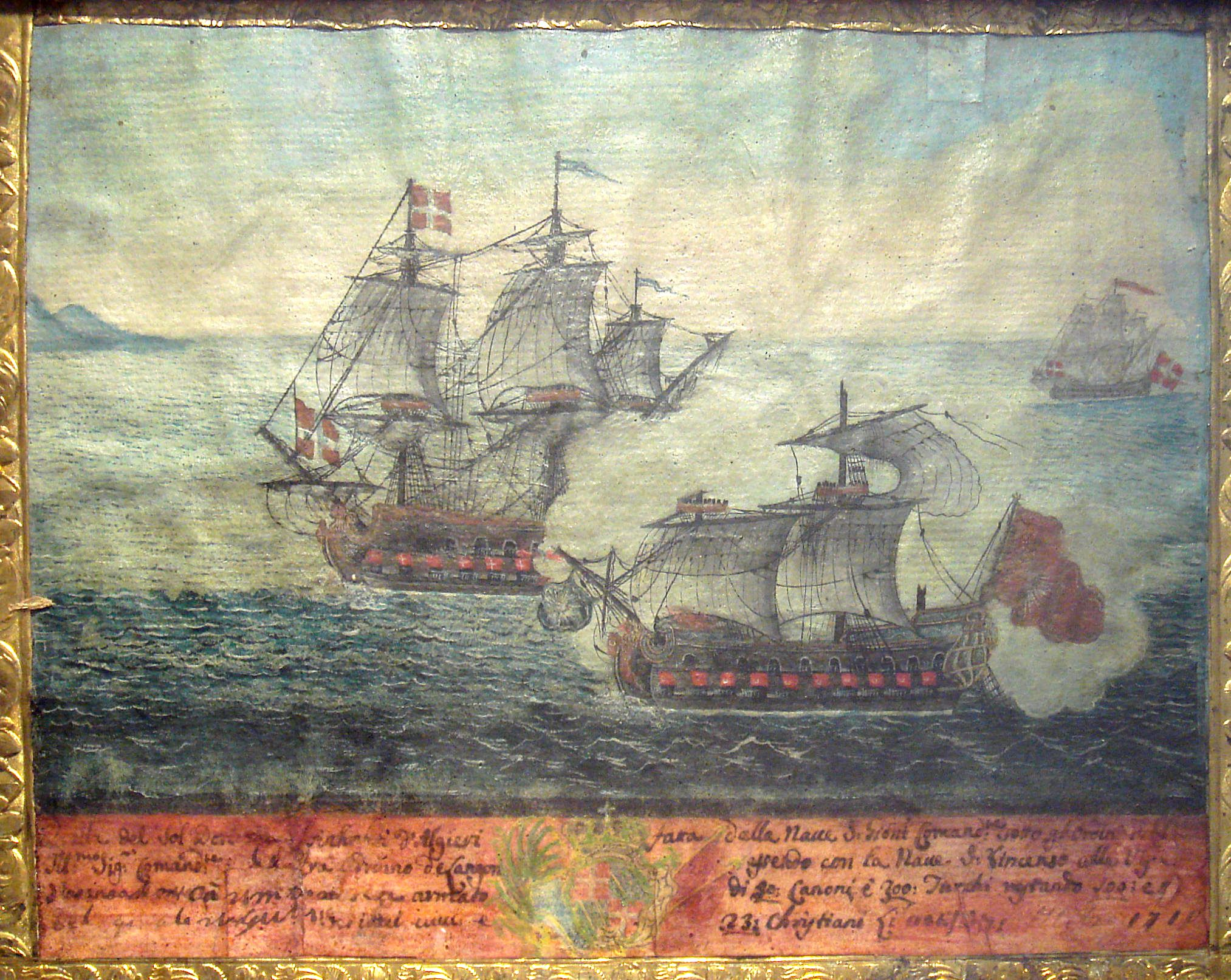
Exvoto de combate entre un barco turco de Argel y un barco de la Orden de Malta, 1719.

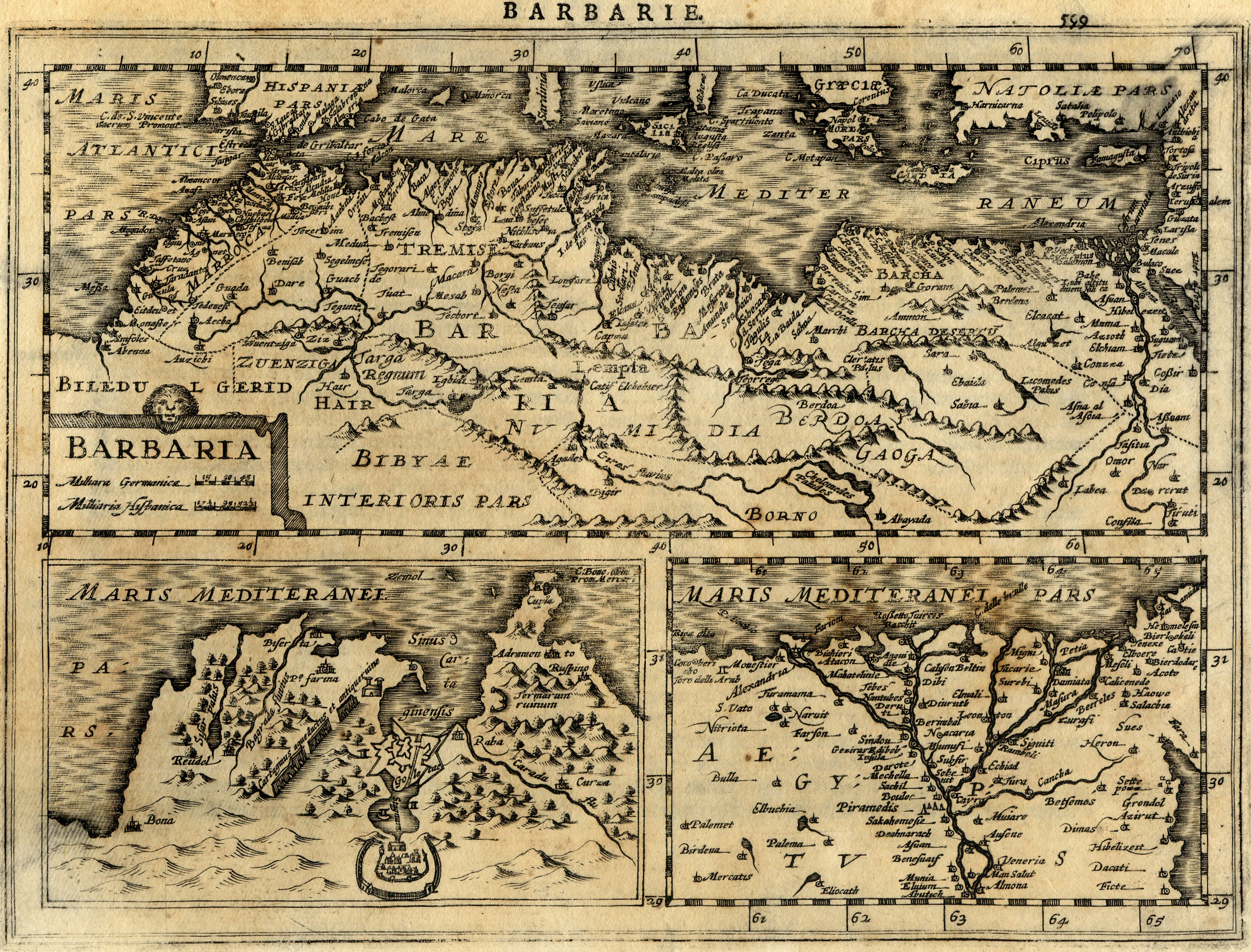
Mapa de Barbaria (Berbería), de Gerardo Mercator (1630)

Berbería o costa berberisca es el término que los europeos utilizaron desde el siglo XVI hasta el XIX para referirse a las regiones costeras de Marruecos, Argelia, Túnez y Libia. En Occidente, el término normalmente se usa para hablar de los piratas y los comerciantes de esclavos que poblaban esas costas y basaban en estas actividades su economía. Suponían una amenaza constante para las embarcaciones comerciales e incluso para las ciudades costeras del Mediterráneo.

## Historia
El origen de la palabra Berbería se remonta al año 1500, cuando aparece el término en Italia. Viene de la palabra bárbaro y designa a África del Norte. Utilizado poco tiempo, regresó en los escritos de varios autores y en los diccionarios para pasar al lenguaje actual, y referirse exclusivamente a los habitantes de la "Barbaria", las costas del África del norte. Sin relación con el término "bárbaro", la palabra bereber apareció hacia 1860.
El territorio prácticamente casi nunca tuvo un gobierno unificado salvo brevemente en tiempos del Imperio almohade (siglo XII) y de los háfsidas. Antes del siglo XVI la Berbería comprendía los territorios de Ifriquiya, Marruecos, y un estado argelino del centro-oeste capitalizado en Tlemcen o Tiaret. Desde el XVI el territorio bereber incluía también las regiones del interior, que profundizaban en el continente africano, como se ve en los mapas políticos y geográficos europeos publicados durante los siglos XVII a XX. Entre los gobernantes más célebres de estos territorios figuran el pachá o bey de Argel, el bey de Túnez y el bey de Trípoli. No obstante, la Regencia de Argel o Argelia era el estado norteafricano más poderoso y Argel era la ciudad más importante, sede del poder argelino y de una temible flota que obligó a la mayor parte de Europa y los EE. UU. a tributarles buena parte de la modernidad y la Edad Contemporánea.
Las principales actividades berberiscas eran la piratería, asalto de barcos, y las razias, asaltos del litoral europeo. Actividad que desplegaban por el Mediterráneo y también por el Atlántico próximo, desde Irlanda a las Azores. La palabra razia procede de la argelina ḡāzyah (غزية "ataque"), y originalmente se refería a incursiones rápidas de los piratas berberiscos en territorio enemigo (territorio cristiano), en busca de botín o esclavos. La costa de Berbería era ámbito del mercado de esclavos, tanto cristianos, capturados en guerras y en razias, como africanos, procedentes de las caravanas transaharianas asaltadas. Se estima en más de un millón el número de cristianos capturados en las costas del Mediterráneo entre 1500 y 1800, un período que marca la culminación de una práctica que comenzó con la llegada del Islam al norte de África y España en el siglo VIII y que no cesó hasta mediados del siglo XIX. ·
A comienzos del siglo XIX, un nuevo país, los EE. UU., no está dispuesto a ceder ante el chantaje berberisco a su marina mercante, ataca la Tripolitania para liberar a los estadounidenses cautivos y acabar con la actividad pirata en la zona. La acción de Trípoli (1805) se puede considerar la primera intervención en el exterior de la historia de los EE. UU. El bombardeo de Argel por una flota angloholandesa, en 1816, paralizó a la flota pirata y el bey de Argel se vio obligado a aceptar las condiciones impuestas. La derrota ante los europeos y los EE. UU. marcó el declive de los Estados de Berbería, aunque no terminó con la piratería berberisca. Otra incursión británica en Argel tuvo lugar en 1824. En 1830, Francia ocupó Argel para imponer su dominio colonial, antes de hacer lo mismo con Túnez (1881). Trípoli quedó bajo la autoridad directa de los otomanos en 1835, hasta que cayó en manos de los italianos en 1911, durante la guerra entre Italia y Turquía. En resumen, avanzado el siglo XIX las bases y actividades depredadoras de los estados berberiscos quedaron reducidas y finalmente anuladas por el establecimiento de protectorados europeos en el norte de África y la retirada del Imperio turco del Mediterráneo occidental.

## Portugal y la Berbería
Desde 1232 hasta 1245, partieron expediciones varias desde las islas Baleares hacia el sur siguiendo el espíritu de las cruzadas. Los conflictos entre las tribus árabes, las bereberes y los reyes moros llevaron a la caída del Imperio almohade en 1230, fundado en el siglo XII, que fue sucedido por tres reinos enfrentados: los Hafsidas se proclaman califas en Túnez; los ziyánidas en Tremecén; y los benimerines de Fez. La lucha llegó hasta Tremecén donde se construyó un muro que encerraba un palacio y la mezquita llamada "La Victoriosa".
En el siglo XV, los portugueses ocupan ciudades fuertes en África. El rey Juan I conquista Ceuta en 1415. Le siguió el desastre de Tánger en 1437, cuando el infante Fernando es hecho prisionero y muere en Fez (1445). La ciudad cayó en 1471, tras haber sido abandonada por sus habitantes. Los portugueses bloquean Casablanca y obligan a los jefes de Safí y Azamor a pagar tributo. En 1496 y 1501 atacan sin éxito Mazalquivir.

## España y la Berbería
En la historia de España, la región tiene una gran relevancia como patria de acogida de los moriscos, quienes a lo largo de los reinados de Felipe III y Felipe IV fueron especialmente activos en la piratería. La República de Salé, por ejemplo, estuvo gobernada por piratas berberiscos, que aprovechando los conocimientos que los moriscos recién llegados tenían de las costas españolas, asolaron el Levante español durante buena parte del siglo XVII.
Los castellanos hicieron de Sevilla (tomada en 1248) un gran puerto y un arsenal. Con la ayuda de los portugueses, aragoneses, genoveses y caballeros franceses y alemanes, se apoderaron de Algeciras, hecho que se celebró en la cristiandad tanto como la caída de Jerusalén. Los musulmanes perdieron el control del estrecho. Castilla emprende la conquista de Granada. El reino nazarí es apoyado por las tribus norteafricanas que prestan su ayuda con armas, caballos, municiones, grano, además de acoger a los fugitivos, y a cambio reciben de Granada, seda, frutas, cerámicas y esclavos.
Una vez desaparecido el Reino de Granada, con Fernando el Católico se realizan expediciones varias para combatir la piratería berberisca y tomar enclaves importantes del norte de África. En 1497, se tomó Melilla, refugio seguro de los piratas turcos y argelinos que asolaban las costas del sur y del levante español, zonas donde contaban con el apoyo de los moriscos. En 1506 cayó la villa fortificada de Cazaza, próxima a Melilla, en la península de Tres Forcas. Cazaza se perdió en 1536 por la traición de algunos de los penados que constituían la guarnición. También en 1497 y desde Sicilia, los españoles ocupan la isla de Gelves (Yerba). Poco duró porque iniciada la segunda campaña de Italia, en 1500, se abandona la isla.
En 1505, desde Málaga, se toma Mazalquivir, plaza próxima a Orán. Fracasó un intento de tomar Orán, en junio de 1507. De 1508 a 1522 los castellanos ocuparon el Peñón de Vélez de la Gomera, a pesar de estar en zona portuguesa. Se perdió y posteriormente pasó a manos de Barbarroja, bey turco de Argel. En 1509 una flota y ejército procedente de Cartagena, arrebata a los ziyánidas la ciudad de Orán. En 1510 se tomaron Bugía y Trípoli, mientras que las ciudades de Túnez y Argel ofrecen vasallaje al rey católico (pagan tributo). Sin embargo, en 1510 los ejércitos españoles no pudieron hacerse con Gelves.
El emperador Carlos V mantuvo la iniciativa atacando enclaves de la Berbería, desde Melilla hasta Trípoli. En 1535 la expedición de Carlos V toma La Goleta para los españoles, y Túnez, ciudad que es cedida al rey vasallo, Muley Hacen. Las actividades piratas de Barbarroja, al servicio del emperador otomano Solimán el Magnífico, se multiplicaron con gran éxito por todo el Mediterráneo. Un nuevo intento de Carlos V para tomar Argel, en 1541, fracasó y el Mediterráneo quedó como mar otomano hasta Lepanto (1571). Trípoli se mantuvo hasta 1551, cuando fue tomada por Barbarroja y Dragut.
Después de la victoria sobre los otomanos y el éxito en la batalla de Lepanto (1571), cristianos y musulmanes continuaron enfrentándose en el mar. En el siglo XVII, los piratas turco-bereberes, incluidos los moros expulsados de España y un gran número de renegados cristianos, adaptando la forma europea de construir y armar barcos, extienden la actividad corsaria al océano Atlántico hasta el punto de llegar a Islandia en una de sus razias.
En 1614 los españoles toman La Mámora (la actual Mehdía). La decisión de conquistarla parte de la campaña contra el corso en las costas de Marruecos, que ya había dado lugar a la toma de Larache (1610), ante las negociaciones de los holandeses con los Saadíes para asentarse en el puerto y hostigar con mayor facilidad a la flota de indias española, ello a pesar de la vigencia de la tregua de los doce años. Renombrada como San Miguel de Ultramar, permanecería bajo dominio español durante 67 años, hasta ser conquistada en 1681 por el sultán alauí Ismaíl de Marruecos.
En 1617, los piratas turco-bereberes comenzaron sus ataques hacia el noroeste de España (Galicia) con el asalto al estuario de Vigo y el saqueo y la quema de Cangas. Así, durante todo el siglo amenazaron el comercio marítimo y las aldeas costeras, capturando a sus habitantes y dañando las operaciones de pesca. Alrededor de 1621 se había creado una flota hispana preparada para defenderse de los corsarios berberiscos y de los holandeses, que apenas logró su objetivo.